# Elecciones municipales de Avellaneda de 1963
Las elecciones municipales de Avellaneda de 1963 se realizaron el domingo 7 de julio junto con las elecciones presidenciales y elecciones legislativas nacionales. Dichas elecciones se realizaron después del gobierno interino de José María Guido, impuesto por el golpe del 29 de marzo de 1962. Eran, por lo tanto, las primeras elecciones legislativas que se realizaban desde marzo de 1962. En estos comicios, se eligió a la totalidad de los miembros del Concejo Deliberante y el Consejo Escolar de Avellaneda, debido a la interrupción del orden constitucional.
Una de las mitades, tanto del Concejo Deliberante como el Consejo Escolar, tendría que renovarse en las Elecciones municipales de Avellaneda 1965, por lo tanto una mitad solo tendría medio mandato (2 años) y la otra mandato completo (4 años), la parte a renovar sería elegida por sorteo.

## Candidaturas y Resultados
Se presentaron 17 partidos o alianzas políticas en estas elecciones y sus resultados electorales fueron
|  | 24.74 % |

|  | 20.17 % |

|  | 6.84 % |

|  | 6.60 % |

|  | 5.72 % |

|  | 5.69 % |

|  | 4.39 % |

|  | 1.43 % |

|  | 0.75 % |

|  | 0.67 % |

|  | 0.34 % |

|  | 0.25 % |

## Concejales y Consejeros Escolares electos
| Partido político                   | Concejales | Consejeros Escolares                                    |
| ---------------------------------- | --- | ------------------------------------------------------- |
| Unión Cívica Radical del Pueblo    | - Manuel Parodi - Roberto Pavlotsky - Juan C. Athor - Roberto E. Varela - Alberto M. Santin - Cipriano C. Ruiz - Argentino Zanichelli - Juan A. Delamonte | - Norberto D. Pomphile - Jose Firpo - Oscar A. Barbotta |
| Unión Cívica Radical Intransigente | - Atilio Fernandez - Carlos Battegazzore - Alberto Perella - Domingo A. Scapfo - Carlos A. Sciacaluga - Carlos L. Lopez - Vicente Pendino                 | - Mauricio Dolgow - Clara Lydia Pianta                  |
| Partido Socialista Argentino       | - Jose Biondi - Angel Ares | - Marta Rosa Perez                                      |
| Unión del Pueblo Argentino         | - Pedro Zapata - Flabiano Fernandez |                                                         |
| Partido Demócrata Progresista      | - Raul L. Carol - Cesar A. Dechert |                                                         |
| Partido Socialista Democrático     | - Raul Otero - Helios Mucci |                                                         |
| Partido Demócrata Cristiano        | - Mario P. Seijo |                                                         |